# Model (województwo mazowieckie)
Model – wieś w Polsce położona w województwie mazowieckim, w powiecie gostynińskim, w gminie Pacyna.

## Historia
W latach 1975–1998 miejscowość administracyjnie należała do województwa płockiego.
Znana swego czasu z przodującego gospodarstwa rolniczego w dawnym województwie płockim i warszawskim, jakim była Rolnicza Spółdzielnia Produkcyjna im. Przyjaźni Polsko-Koreańskiej. Po przemianach społeczno-politycznych lat 90. XX wieku RSP Model upadła.

## W Modelu urodzili się
- 17 grudnia 1878 roku Adam Dzięgielewski
- 14 kwietnia 1885 roku Aleksander Granas
- Franciszek Antoniewski-Raczyński (1889–1981) – major geograf Wojska Polskiego, kawaler Virtuti Militari
- 1 listopada 1893 roku Marian Nowicki
- 1 października 1919 roku Jerzy Popławski
- 16 listopada 1928 roku Władysław Adamczyk
- 5 września 1959 roku Waldemar Pawlak
- 3 marca 1963 roku Marzena Wojdecka

## Zabytki
Ruiny zespołu dworskiego w Modelu. Dwór murowany z 1825 r., gruntownie remontowany w 1975 r. zniszczony w pożarze w 1999 r. Zabytkowy park dworski z I połowy XIX w. o powierzchni 4,5 ha.

## Kościoły i związki wyznaniowe
- Kościół Rzymskokatolicki
- Świecki Ruch Misyjny „Epifania” – zbór w Modelu, ul. Leśna 21